# Péruwelz

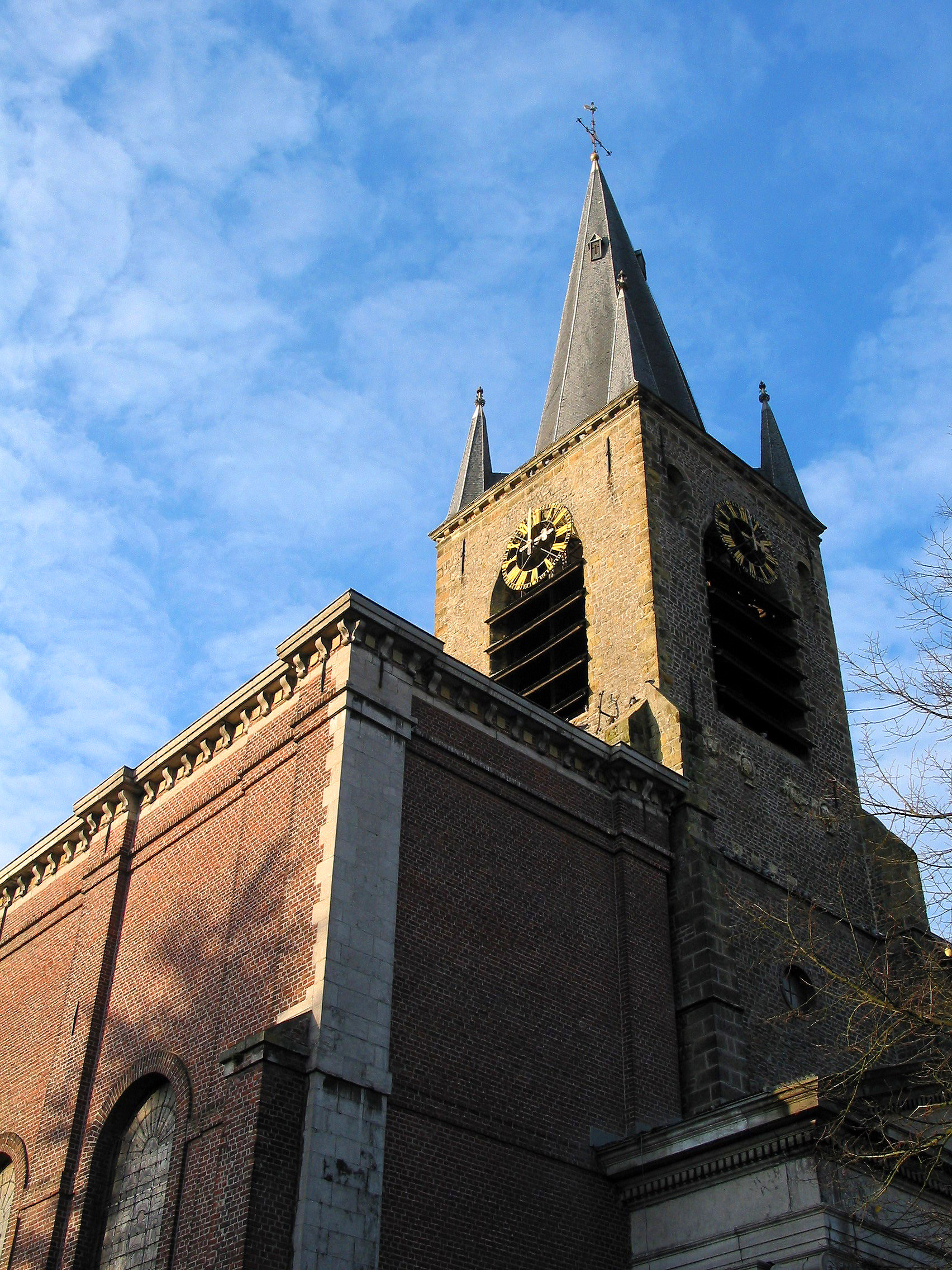
Eglise Saint-Quentin

Péruwelz is een stad in de Belgische provincie Henegouwen. Ze telt ruim 17.000 inwoners, ligt nabij de Franse grens en wordt doorsneden door het kanaal Nimy-Blaton.

## Naam
Péruwelz heeft in de loop van de geschiedenis ongeveer twintig verschillende namen gehad, waaronder Perwes, Pérues, Perwez en Pierwes.
In deze benamingen is een constante factor terug te zien, namelijk dat ze steeds samengesteld zijn uit twee herkenbare lettergrepen. De eerste, afgeleid van pier of per, zou verwijzen naar het gesteente dat in de Péruwelzse ondergrond veelvuldig voorkomt: een kalksteenlaag die bij winning zwartkleurige stenen oplevert. De tweede lettergreep zou afgeleid zijn van het woord welz, met als betekenis waterrijke vlakte, poel, voorde of drinkplaats. Water is inderdaad een ander belangrijk bestanddeel van de ondergrond van de stad, waar uit een aquifer een groot aantal natuurlijke bronnen ontspringt. Daarnaast is er een kleine rivier, de zwarte Verne, die het grondgebied van Péruwelz doorkruist en drasland en moerassen voedt.

## Bezienswaardigheden
- Het Lavoir werd in 1860 aangelegd, geïntegreerd in het Parc Simon en voorzien van een toegangspoort in art nouveau van 1912. Het is nu een publieke fontein, gevoed door natuurlijke bronnen, welke voorzien is van een afvoerbekken, een wasbekken en een drinkbekken.
- Het Parc Simon werd aangelegd in 1862 na de gedeeltelijke opvulling van de kasteelvijvers en de kanalisatie van de Verne. In het park zijn een aantal historische obkecten te zien zoals de 16e-eeuwse schandpaal.
- Het Kasteel van Péruwelz werd in 1642 opgericht voor Philippe-Emmanuel de Croÿ en werd in de 2e helft van de 19e eeuw vervangen door een brasserie. Enkele restanten van het kasteel zijn opgenomen in het Parc Simon.
- Het Château Petit werd in 1860 gebouwd in opdracht van de industrieel Edmond Petit op de plaats waar sinds 1632 de Birgittijnen een klooster hadden. Het gebouw is in neorenaissancestijl en wordt omringd door een landschapspark.
- Het Château Simon is een herenhuis van 1907 in eclectische stijl met stijlelementen in art nouveau. Het werd gebouwd in opdracht van Edouard Simon-Piret.
- Het Château Marie-Louise (ook: La Maison de Cerfontaine) is een classicistisch kasteel uit de 1e helft van de 18e eeuw. Het werd meermaals verbouwd en kreeg aan de rechterzijde in de 20e eeuw een zijvleugel.
- Het Château Duez werd in 1895 gebouwd voor de industrieel Eugène Duez die spinnerijen bezat.
- De Moulin banal was een onderslagmolen op de Verne en banmolen van het kasteel. Het gebouw van 1732 is gerenoveerd en doet dienst als winkel.
- De Moulin de Cerfontaine is een bovenslagmolen op de Verne. Het gebouw is van 1828 en in 1980 werd het rad verwijderd. De molen bevindt zich in het gehucht Cerfontaine, nabij de Franse grens.
- De Moulin Leroy is het restant van een ronde stenen molen van het type grondzeiler, gebouwd in 1788. De wieken verdwenen tijdens de Tweede Wereldoorlog en in 1953 werd ook het binnenwerk verwijderd. De verder intacte romp dient als opslagplaats.
- De Heilig-Hartkerk (Église du Sacré-Coeur) is een neogotisch kerkgebouw van 1910, gebouwd in de wijk la Roë.
- De Baptistenkerk (Temple protestante Baptiste) is een neogotisch kerkgebouw van 1903.
- De Sint-Kwintenskerk (Église Saint-Quentin) is een neoclassicistisch kerkgebouw van 1844-1848.De toren, gebouwd in zandsteen, is van 1611.

## Natuur en landschap
Péruwelz ligt nabij het Kanaal Nimy-Blaton-Péronnes en aan de Verne. De hoogte aan de hoofdkerk bedraagt 36 meter.

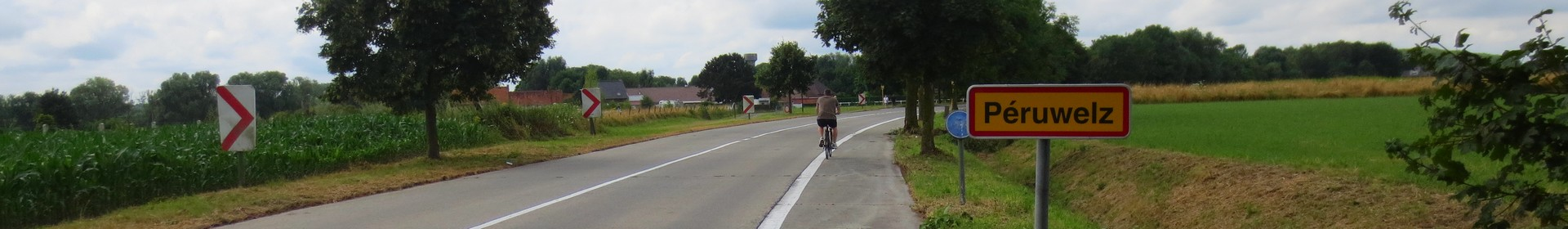
Panoramafoto van Péruwelz

## Demografische ontwikkeling

### Demografische ontwikkeling voor de fusie
- Bron:NIS - Opm:1831 t/m 1970=volkstellingen; 1976= inwoneraantal op 31 december

### Demografische ontwikkeling van de fusiegemeente
Alle historische gegevens hebben betrekking op de huidige gemeente, inclusief deelgemeenten, zoals ontstaan na de fusie van 1 januari 1977.
- Bronnen:NIS, Opm:1831 tot en met 1981=volkstellingen; 1990 en later= inwonertal op 1 januari

| Inwoners van jaar tot jaar op 1 januari 1992 tot heden | Inwoners van jaar tot jaar op 1 januari 1992 tot heden | Inwoners van jaar tot jaar op 1 januari 1992 tot heden |
| jaar                                                   | Aantal                                                 | Evolutie: 1992=index 100                               |
| ------------------------------------------------------ | ------------------------------------------------------ | ------------------------------------------------------ |
| 1992                                                   | 16.526                                                 | 100,0                                                  |
| 1993                                                   | 16.517                                                 | 99,9                                                   |
| 1994                                                   | 16.593                                                 | 100,4                                                  |
| 1995                                                   | 16.570                                                 | 100,3                                                  |
| 1996                                                   | 16.622                                                 | 100,6                                                  |
| 1997                                                   | 16.689                                                 | 101,0                                                  |
| 1998                                                   | 16.775                                                 | 101,5                                                  |
| 1999                                                   | 16.824                                                 | 101,8                                                  |
| 2000                                                   | 16.867                                                 | 102,1                                                  |
| 2001                                                   | 16.910                                                 | 102,3                                                  |
| 2002                                                   | 16.824                                                 | 101,8                                                  |
| 2003                                                   | 16.767                                                 | 101,5                                                  |
| 2004                                                   | 16.800                                                 | 101,7                                                  |
| 2005                                                   | 16.810                                                 | 101,7                                                  |
| 2006                                                   | 16.843                                                 | 101,9                                                  |
| 2007                                                   | 16.826                                                 | 101,8                                                  |
| 2008                                                   | 16.940                                                 | 102,5                                                  |
| 2009                                                   | 16.970                                                 | 102,7                                                  |
| 2010                                                   | 16.993                                                 | 102,8                                                  |
| 2011                                                   | 17.067                                                 | 103,3                                                  |
| 2012                                                   | 17.216                                                 | 104,2                                                  |
| 2013                                                   | 17.302                                                 | 104,7                                                  |
| 2014                                                   | 17.295                                                 | 104,7                                                  |
| 2015                                                   | 17.354                                                 | 105,0                                                  |
| 2016                                                   | 17.132                                                 | 103,7                                                  |
| 2017                                                   | 17.152                                                 | 103,8                                                  |
| 2018                                                   | 17.113                                                 | 103,6                                                  |
| 2019                                                   | 17.159                                                 | 103,8                                                  |
| 2020                                                   | 17.120                                                 | 103,6                                                  |
| 2021                                                   | 17.178                                                 | 103,9                                                  |
| 2022                                                   | 17.141                                                 | 103,7                                                  |
| 2023                                                   | 17.235                                                 | 104,3                                                  |
| 2024                                                   | 17.318                                                 | 104,8                                                  |
| 2025                                                   | 17.350                                                 | 105,0                                                  |

## Kernen

### Deelgemeenten
| #  | Naam                          | Opp. (km²) | Inwoners (2020) | Inwoners per km² | NIS-code |
| -- | ----------------------------- | ---------- | --------------- | ---------------- | -------- |
| 1  | Péruwelz (I)                  | 12,67      | 8.245           | 651              | 57064A   |
| 2  | Wiers (IX)                    | 12,77      | 2.873           | 225              | 57064B   |
| 3  | Callenelle (X)                | 2,40       | 597             | 248              | 57064C   |
| 4  | Brasménil (VIII)              | 5,42       | 741             | 137              | 57064D   |
| 5  | Wasmes-Audemez-Briffœil (VII) | 6,23       | 461             | 74               | 57064E   |
| 6  | Baugnies (VI)                 | 5,34       | 576             | 108              | 57064F   |
| 7  | Braffe (V)                    | 5,54       | 460             | 83               | 57064G   |
| 8  | Bury (IV)                     | 5,01       | 682             | 136              | 57064H   |
| 9  | Roucourt (III)                | 3,56       | 877             | 246              | 57064J   |
| 10 | Bon-Secours (II)              | 2,08       | 1.606           | 774              | 57064K   |

### Overige kernen
- Wasmes-Audemez-Briffœil bestaat uit Wasmes en de kleinere gehuchten Audemez en Briffœil;
- in Wiers ligt het gehucht Ringies;
- in Baugnies het gehucht Ponange;
- in het zuiden van deelgemeente Péruwelz ligt op de Franse grens het gehucht Mont de Péruwelz.

### Kaart

Péruwelz, deelgemeenten en buurgemeenten. De gele gebieden zijn bebouwde kernen.

### Aangrenzende gemeenten
De gemeente Péruwelz grenst aan de volgende gemeenten en dorpen:
| - a. Maubray (stad Antoing) - b. Vezon (stad Doornik) - c. Barry (stad Doornik) - d. Pipaix (stad Leuze-en-Hainaut) - e. Willaupuis (stad Leuze-en-Hainaut) - f. Tourpes (stad Leuze-en-Hainaut) - g. Thumaide (gemeente Belœil) |

| - h. Basècles (gemeente Belœil) - i. Blaton (gemeente Bernissart) - j. Bernissart (gemeente Bernissart) - k. Condé-sur-l'Escaut (Frankrijk) - l. Vieux-Condé (Frankrijk) - m. Hergnies (Frankrijk) - n. Flines-lès-Mortagne (Frankrijk) |

## Politiek

### Resultaten gemeenteraadsverkiezingen sinds 1976
| Partij               | Partij                                       | 10-10-1976 | 10-10-1976 | 10-10-1982 | 10-10-1982 | 9-10-1988 | 9-10-1988 | 9-10-1994 | 9-10-1994 | 8-10-2000 | 8-10-2000 | 8-10-2006 | 8-10-2006 | 14-10-2012 | 14-10-2012 | 14-10-2018 | 14-10-2018 | 13-10-2024 | 13-10-2024 |
| Stemmen / Zetels     | Stemmen / Zetels                             | %          | 25         | %          | 25         | %         | 25        | %         | 25        | %         | 25        | %         | 25        | %          | 25         | %          | 25         | %          | 25         |
| -------------------- | -------------------------------------------- | ---------- | ---------- | ---------- | ---------- | --------- | --------- | --------- | --------- | --------- | --------- | --------- | --------- | ---------- | ---------- | ---------- | ---------- | ---------- | ---------- |
|                      | IC1 / PRL-MCC2 / MR-ICA                      | 46,261     | 12         | 46,611     | 13         | 46,061    | 12        | 46,721    | 13        | 24,552    | 6         | 28,181    | 8         | 9,481      | 2          | 43,30A     | 13         | 41,11A     | 12         |
|                      | PRL-MCC2 / MR3 / MR-ICA                      | -          |            | -          |            | -         |           | -         |           | 24,552    | 6         | -         |           | 27,923     | 8          | 43,30A     | 13         | 41,11A     | 12         |
|                      | PS                                           | 45,94      | 12         | 46,54      | 12         | 48,62     | 13        | 45,53     | 12        | 40,57     | 11        | 38,74     | 11        | 39,39      | 11         | 23,33      | 6          | 35,22      | 10         |
|                      | ECOLO                                        | -          |            | 4,25       | 0          | 5,32      | 0         | 4,42      | 0         | 6,52      | 1         | 7,17      | 1         | 8,11       | 1          | 10,91      | 2          | 6,25       | 0          |
|                      | A.D.C.1 / Action Citoyenne2/ Les Engagés-AC3 | -          |            | -          |            | -         |           | -         |           | 28,361    | 7         | 18,222    | 5         | 15,12      | 3          | 9,952      | 2          | 10,213     | 2          |
|                      | RPP                                          | -          |            | -          |            | -         |           | -         |           | -         |           | -         |           | -          |            | 10,38      | 2          | 7,21       | 1          |
|                      | RW                                           | 7,8        | 1          | -          |            | -         |           | -         |           | -         |           | -         |           | -          |            | -          |            | -          |            |
| Anderen(*)           | Anderen(*)                                   | -          |            | 2,61       | 0          | -         |           | 3,33      | 0         | -         |           | 7,69      | 0         | -          |            | 2,14       | 0          | -          |            |
| Totaal stemmen       | Totaal stemmen                               | 10706      | 10706      | 10434      | 10434      | 10586     | 10586     | 10531     | 10531     | 10816     | 10816     | 10882     | 10882     | 10985      | 10985      | 11225      | 11225      | 11028      | 11028      |
| Opkomst %            | Opkomst %                                    |            |            |            |            | 95,41     | 95,41     | 94,04     | 94,04     | 92,98     | 92,98     | 92,53     | 92,53     | 90,38      | 90,38      | 90,40      | 90,40      | 86,94      | 86,94      |
| Blanco en ongeldig % | Blanco en ongeldig %                         | 5,01       | 5,01       | 5,18       | 5,18       | 4,87      | 4,87      | 6,2       | 6,2       | 8,2       | 8,2       | 7,67      | 7,67      | 8,26       | 8,26       | 8,91       | 8,91       | 8,65       | 8,65       |

(*) 1982: RPW (2,61%) / 1994: ESPOIR (3,33%) / 2006: F.N. (5,94%), VDC (1,75%) / 2018: NATION (2,14%).
De meerderheid wordt vet aangegeven. De grootste partij is in kleur.

### Burgemeesters
- 1977-1984 : Eugène Sarot (PS)
- 1984-1988 : André Lamblin (IC)
- 1989-1994 : Roger Henneuse (PS)
- 1995-2000 : Claudy Huart (IC)
- 2001-2004 : Jacques Devaux (PS)
- 2004-2018 : Daniel Westrade (PS)
- 2019-2024: Vincent Palermo (MR-IC)
- 2024-2025: Benjamin Delaunoit (PS)

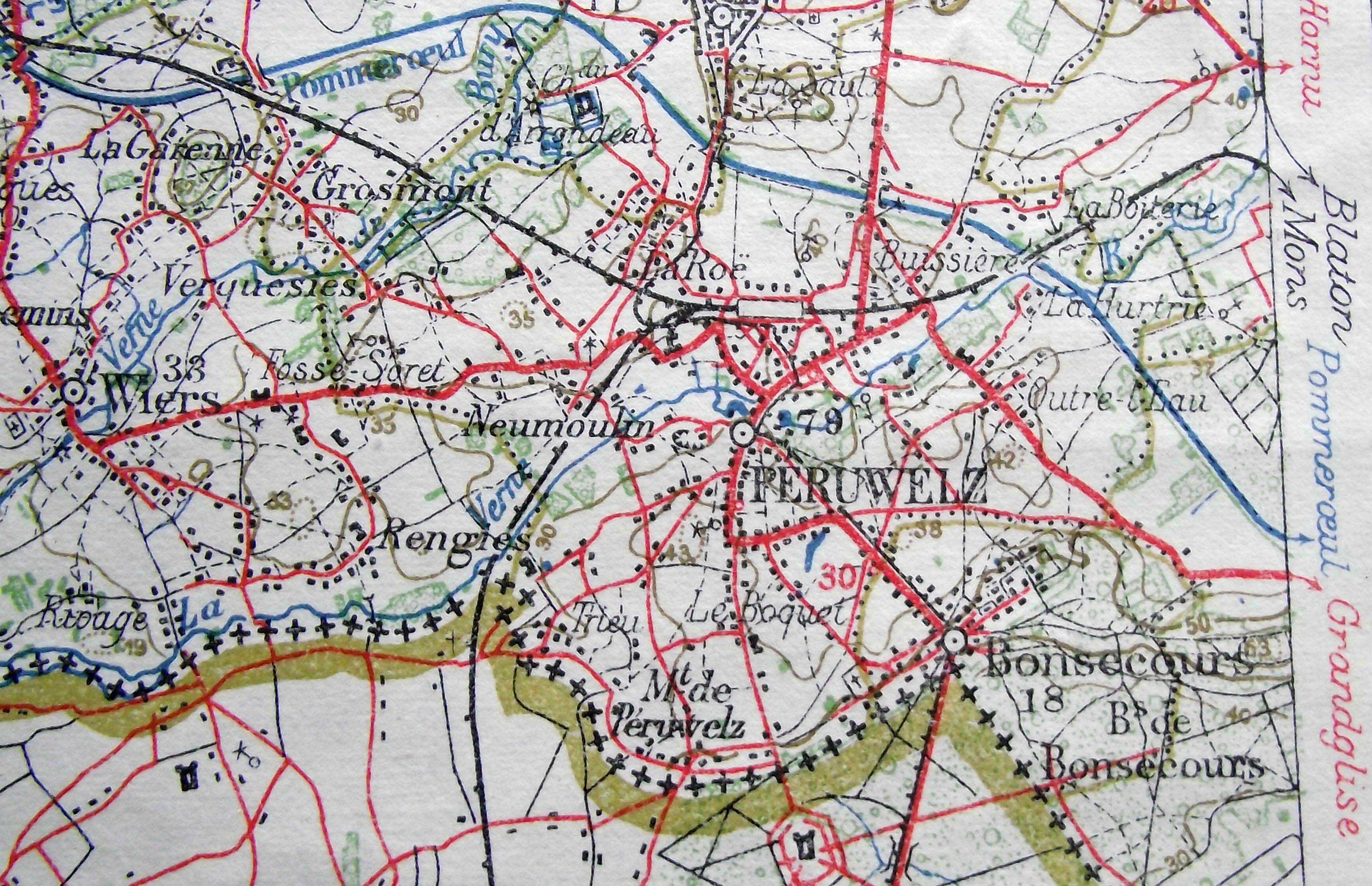
Tram en spoornet in 1922. Van Péruwelz tot Bonsecours was er een paardentram

- 2025-heden: Jimmy Ababio (PS)

## Verkeer en vervoer

### Spoor- en tramwegen
Er bestaat een spoorwegstation van de NMBS langs spoorlijn 78 (Saint-Ghislain - Doornik): station Péruwelz. Langs dezelfde spoorlijn is er ook een stopplaats in Callenelle dat enkel door P-treinen op werkdagen wordt bediend. Vroeger was er een spoorverbinding met Frankrijk: de spoorlijn 92. De buurtspoorwegen (lijn 420) kwamen eveneens tot het spoorstation van Péruwelz, vanwaar er een aansluiting was op de paardentram naar Bon-Secours. Net over de grens bij Bon-Secours eindigde een tramlijn van het voormalige tramnet van Valenciennes. Deze tram- en spoorlijnen zijn te zien op de kaart van 1922.

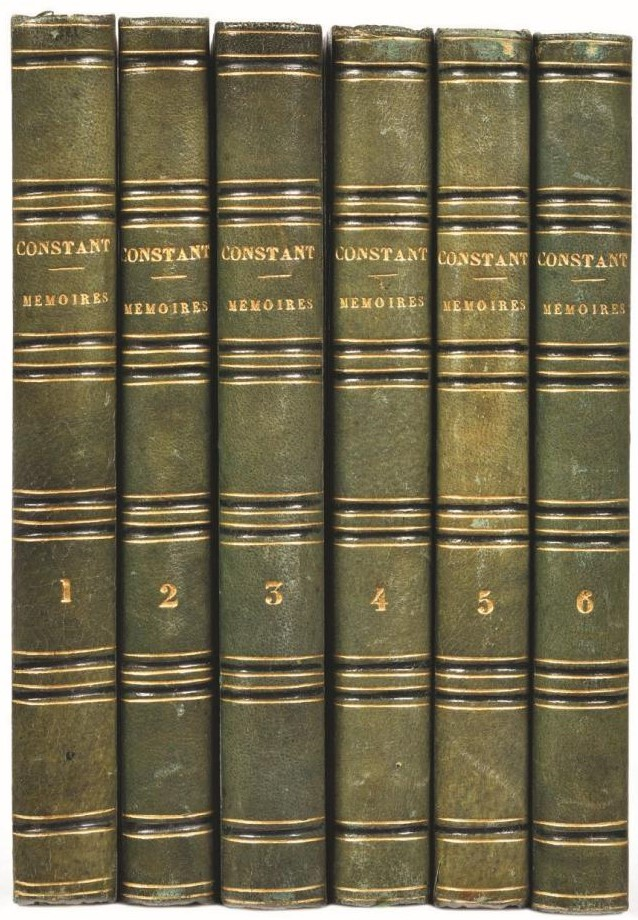
Memoires Constant Wairy

## Trivia
In 1979 verscheen de door de Nederlandse journalist Henri Knap geschreven roman De weg naar Péruwelz. Dit verhaal werd in 1983 als tv-miniserie verfilmd door Hank Onrust.
De hoofd-kamerknecht van Napoleon Bonaparte, Louis Constant Wairy, werd hier geboren. Hij publiceerde omvangrijke memoires over zijn ervaringen aan het Franse Keizerlijke Hof.

## Nabijgelegen kernen
Bon-Secours, Wiers, Roucourt, Thumaide, Blaton, Bernissart